# 몽고족 (아프리카)

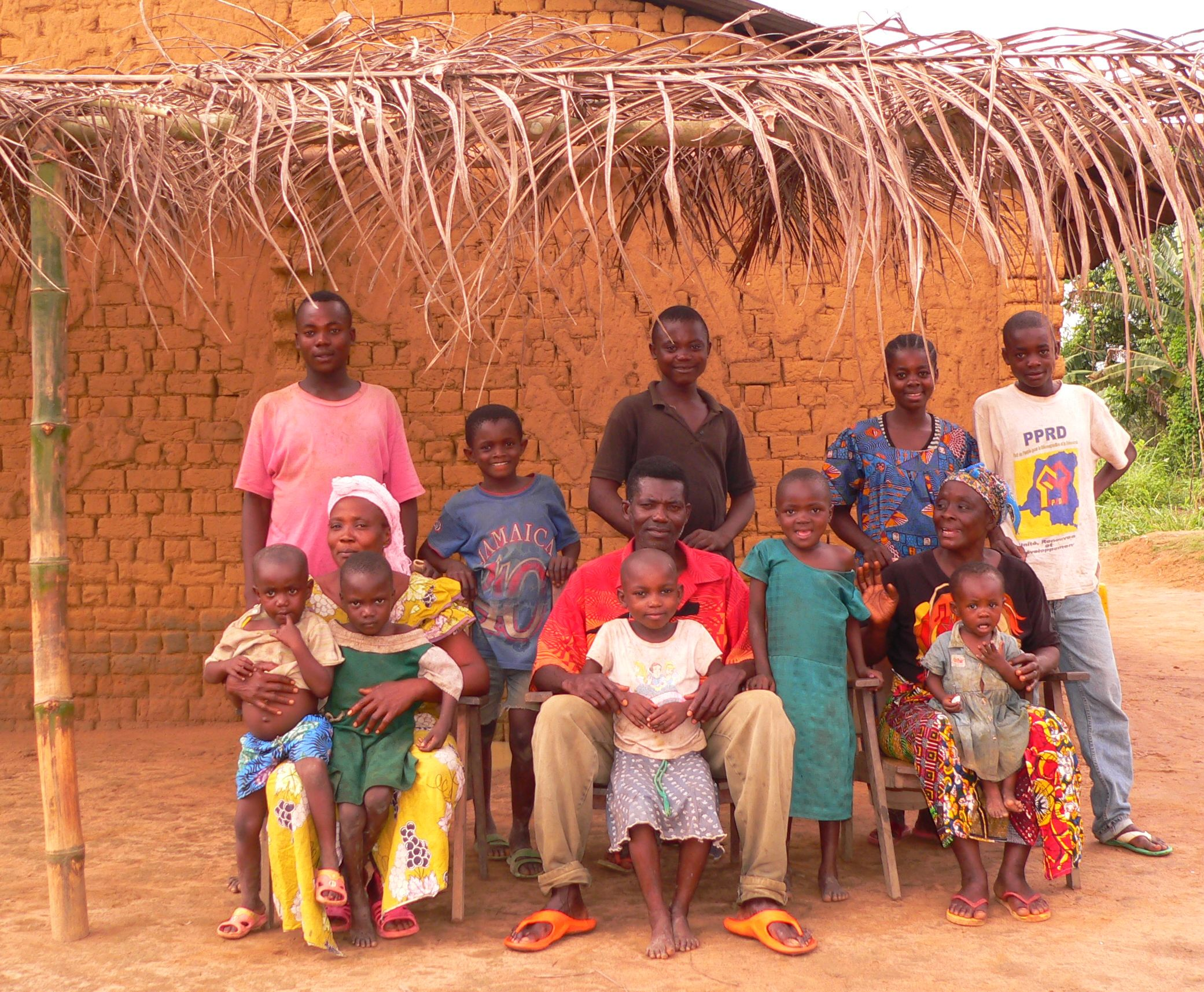

몽고족(Mongo)은 콩고민주공화국의 인구를 이루는 가장 큰 네 개의 민족 가운데 하나이다. 몽고족은 중앙아프리카의 적도 숲에 사는 소수민족이다. 이들은 콩고민주공화국에서 가장 큰 인종 집단으로, 북부 지역에 큰 영향력을 갖고 있다. 몽고족은 아나몽고(AnaMongo)라고 불리는 다양한 하위 인종 그룹의 집단이다. 몽고(아나몽고) 하위 그룹에는 몽고, 바테텔라, 바쿠스(벤야 삼바/벤야 루분다), 에콘다, 볼리아, 은쿤도, 로켈레, 토포케, 이야지마, 코끼리, 사슴, 센겔레, 사카타, 음파마, 은톰바, 음볼레가 포함된다. 몽고족(아나몽고)은 특히 에콰터, 초포, 추아파, 몽갈라, 퀼루, 마이 은돔베, 콩고-센트랄레, 카사이, 산쿠루, 마니에마, 북키부, 남키부, 탕가니카(카탕가), 이투리의 14개 주를 점유한다. 이들의 가장 높은 존재감은 에카퇴르주 (1966년) 지방과 반둔두주 지방(Maï Ndombe)의 북부 지역에 있다.

## 같이 보기
- 벨기에 식민제국